# Các ngày lễ tết Do Thái Giáo 2000–2050

Đây là một dánh sách niên giám-thống kê Các ngày lễ tết Do Thái Giáo 2000–2050. Tất cả các ngày lễ tết Do Thái Giáo bbắt đầu lúc mặt trời lặn vào buổi chiều trước ngày mới. ngày lễ tết Do Thái Giáo có dấu "*", Người Do Thái không được phép làm Các hoạt động bị cấm trong ngày Shabbat. Bởi vì Lịch Do Thái bị chi phối bởi các quy tắc toán học chính xác và không còn phụ thuộc vào tất cả các ngày quan sát, lịch có thể nêu những ngày nghỉ lễ sẽ rơi vào bất kỳ ngày nào trong cho tương lai. 
| 5760s (2000s) 5760 (1999–2000) 5761 (2000–2001) 5762 (2001–2002) 5763 (2002–2003) 5764 (2003–2004) 5765 (2004–2005) 5766 (2005–2006) 5767 (2006–2007) 5768 (2007–2008) 5769 (2008–2009) | 5770s (2010s) 5770 (2009–2010) 5771 (2010–2011) 5772 (2011–2012) 5773 (2012–2013) 5774 (2013–2014) 5775 (2014–2015) 5776 (2015–2016) 5777 (2016–2017) 5778 (2017–2018) 5779 (2018–2019) | 5780s (2020s) 5780 (2019–2020) 5781 (2020–2021) 5782 (2021–2022) 5783 (2022–2023) 5784 (2023–2024) 5785 (2024–2025) 5786 (2025–2026) 5787 (2026–2027) 5788 (2027–2028) 5789 (2028–2029) |  | Các ngày lễ tết Do Thái Giáo Tết Năm Mới Do Thái Rosh Hashanah* Lễ Chuộc Tội Yom Kippur* Lễ Lều Tạm* (ngày đầu tiên trong bảy ngày) Shemini Atzeret* Lễ Ăn Mừng Kinh Thánh Torah* Hanukkah (ngày đầu tiên trong tám ngày) Tu Bishvat Tết Phú Rim Lễ Vượt Qua* (ngày đầu tiên trong bảy ngày, hoặc tám trong một số truyền thống) Yom Ha'Shoah Yom Ha'atzmaut Lễ Đốt Lửa Lag BaOmer Shavuot* Tisha B'Av 1. 2. 3. 4. |
| 5790s (2030s) 5790 (2029–2030) 5791 (2030–2031) 5792 (2031–2032) 5793 (2032–2033) 5794 (2033–2034) 5795 (2034–2035) 5796 (2035–2036) 5797 (2036–2037) 5798 (2037–2038) 5799 (2038–2039) | 5800s (2040s) 5800 (2039–2040) 5801 (2040–2041) 5802 (2041–2042) 5803 (2042–2043) 5804 (2043–2044) 5805 (2044–2045) 5806 (2045–2046) 5807 (2046–2047) 5808 (2047–2048) 5809 (2048–2049) | 5810s (2050s) 5810 (2049–2050) 5811 (2050) |  | Các ngày lễ tết Do Thái Giáo Tết Năm Mới Do Thái Rosh Hashanah* Lễ Chuộc Tội Yom Kippur* Lễ Lều Tạm* (ngày đầu tiên trong bảy ngày) Shemini Atzeret* Lễ Ăn Mừng Kinh Thánh Torah* Hanukkah (ngày đầu tiên trong tám ngày) Tu Bishvat Tết Phú Rim Lễ Vượt Qua* (ngày đầu tiên trong bảy ngày, hoặc tám trong một số truyền thống) Yom Ha'Shoah Yom Ha'atzmaut Lễ Đốt Lửa Lag BaOmer Shavuot* Tisha B'Av 1. 2. 3. 4. |

## 5760s (2000s)

### 5760 (1999–2000)
- Thứ Bảy, Tháng Chín 11: Rosh HaShanah*
- Thứ Hai, Tháng Chín 20: Lễ Chuộc Tội Yom Kippur*
- Thứ Bảy, Tháng Chín 25: Lễ Lều Tạm*
- Thứ Bảy, Tháng Mười 2: Shemini Atzeret*
- Chúa Nhật, Tháng Mười 3: Lễ Ăn Mừng Kinh Thánh Torah*
- Thứ Bảy, Tháng Mười Hai 4: Hanukkah
- Thứ Bảy, Tháng Một 22: Tu Bishvat
- Thứ Ba, Tháng Ba 21: Tết Phú Rim
- Thứ Năm, Tháng Tư 20: Lễ Vượt Qua*
- Thứ Ba, Tháng Năm 2: Yom Ha'Shoah
- Thứ Tư, Tháng Năm 10: Yom Ha'atzmaut
- Thứ Ba, Tháng Năm 23: Lễ Đốt Lửa Lag BaOmer
- Thứ Sáu, Tháng Sáu 9: Shavuot*
- Thứ Năm, Tháng Tám 10: Tisha B'Av

### 5761 (2000–2001)
- Thứ Bảy, Tháng Chín 30: Rosh HaShanah*
- Thứ Hai, Tháng Mười 9: Lễ Chuộc Tội Yom Kippur*
- Thứ Bảy, Tháng Mười 14: Lễ Lều Tạm*
- Thứ Bảy, Tháng Mười 21: Shemini Atzeret*
- Chúa Nhật, Tháng Mười 22: Lễ Ăn Mừng Kinh Thánh Torah*
- Thứ Sáu, Tháng Mười Hai 22: Hanukkah
- Thứ Năm, Tháng Hai 8: Tu Bishvat
- Thứ Sáu, Tháng Ba 9: Tết Phú Rim
- Chúa Nhật, Tháng Tư 8: Lễ Vượt Qua*
- Thứ Năm, Tháng Tư 19: Yom Ha'Shoah
- Thứ Năm, Tháng Tư 26: Yom Ha'atzmaut
- Thứ Sáu, Tháng Năm 11: Lễ Đốt Lửa Lag BaOmer
- Thứ Hai, Tháng Năm 28: Shavuot*
- Chúa Nhật, Tháng Bảy 29: Tisha B'Av

### 5762 (2001–2002)
- Thứ Ba, Tháng Chín 18: Rosh HaShanah*
- Thứ Năm, Tháng Chín 27: Lễ Chuộc Tội Yom Kippur*
- Thứ Ba, Tháng Mười 2: Lễ Lều Tạm*
- Thứ Ba, Tháng Mười 9: Shemini Atzeret*
- Thứ Tư, Tháng Mười 10: Lễ Ăn Mừng Kinh Thánh Torah*
- Thứ Hai, Tháng Mười Hai 10: Hanukkah
- Thứ Hai, Tháng Một 28: Tu Bishvat
- Thứ Ba, Tháng Hai 26: Tết Phú Rim
- Thứ Năm, Tháng Ba 28: Lễ Vượt Qua*
- Thứ Ba, Tháng Tư 9: Yom Ha'Shoah
- Thứ Tư, Tháng Tư 17: Yom Ha'atzmaut
- Thứ Ba, Tháng Tư 30: Lễ Đốt Lửa Lag BaOmer
- Thứ Sáu, Tháng Năm 17: Shavuot*
- Thứ Năm, Tháng Bảy 18: Tisha B'Av

### 5763 (2002–2003)
- Thứ Bảy, Tháng Chín 7: Rosh HaShanah*
- Thứ Hai, Tháng Chín 16: Lễ Chuộc Tội Yom Kippur*
- Thứ Bảy, Tháng Chín 21: Lễ Lều Tạm*
- Thứ Bảy, Tháng Chín 28: Shemini Atzeret*
- Chúa Nhật, Tháng Chín 29: Lễ Ăn Mừng Kinh Thánh Torah*
- Thứ Bảy, Tháng Mười Một 30: Hanukkah
- Thứ Bảy, Tháng Một 18: Tu Bishvat
- Thứ Ba, Tháng Ba 18: Tết Phú Rim
- Thứ Năm, Tháng Tư 17: Lễ Vượt Qua*
- Thứ Ba, Tháng Tư 29: Yom Ha'Shoah
- Thứ Tư, Tháng Năm 7: Yom Ha'atzmaut
- Thứ Ba, Tháng Năm 20: Lễ Đốt Lửa Lag BaOmer
- Thứ Sáu, Tháng Sáu 6: Shavuot*
- Thứ Năm, Tháng Tám 7: Tisha B'Av

### 5764 (2003–2004)
- Thứ Bảy, Tháng Chín 27: Rosh HaShanah*
- Thứ Hai, Tháng Mười 6: Lễ Chuộc Tội Yom Kippur*
- Thứ Bảy, Tháng Mười 11: Lễ Lều Tạm*
- Thứ Bảy, Tháng Mười 18: Shemini Atzeret*
- Chúa Nhật, Tháng Mười 19: Lễ Ăn Mừng Kinh Thánh Torah*
- Thứ Bảy, Tháng Mười Hai 20: Hanukkah
- Thứ Bảy, Tháng Hai 7: Tu Bishvat
- Chúa Nhật, Tháng Ba 7: Tết Phú Rim
- Thứ Ba, Tháng Tư 6: Lễ Vượt Qua*
- Thứ Hai, Tháng Tư 19: Yom Ha'Shoah
- Thứ Ba, Tháng Tư 27: Yom Ha'atzmaut
- Chúa Nhật, Tháng Năm 9: Lễ Đốt Lửa Lag BaOmer
- Thứ Tư, Tháng Năm 26: Shavuot*
- Thứ Ba, Tháng Bảy 27: Tisha B'Av

### 5765 (2004–2005)
- Thứ Năm, Tháng Chín 16: Rosh HaShanah*
- Thứ Bảy, Tháng Chín 25: Lễ Chuộc Tội Yom Kippur*
- Thứ Năm, Tháng Chín 30: Lễ Lều Tạm*
- Thứ Năm, Tháng Mười 7: Shemini Atzeret*
- Thứ Sáu, Tháng Mười 8: Lễ Ăn Mừng Kinh Thánh Torah*
- Thứ Tư, Tháng Mười Hai 8: Hanukkah
- Thứ Ba, Tháng Một 25: Tu Bishvat
- Thứ Sáu, Tháng Ba 25: Tết Phú Rim
- Chúa Nhật, Tháng Tư 24: Lễ Vượt Qua*
- Thứ Năm, Tháng Năm 5: Yom Ha'Shoah
- Thứ Năm, Tháng Năm 12: Yom Ha'atzmaut
- Thứ Sáu, Tháng Năm 27: Lễ Đốt Lửa Lag BaOmer
- Thứ Hai, Tháng Sáu 13: Shavuot*
- Chúa Nhật, Tháng Tám 14: Tisha B'Av

### 5766 (2005–2006)
- Thứ Ba, Tháng Mười 4: Rosh HaShanah*
- Thứ Năm, Tháng Mười 13: Lễ Chuộc Tội Yom Kippur*
- Thứ Ba, Tháng Mười 18: Lễ Lều Tạm*
- Thứ Ba, Tháng Mười 25: Shemini Atzeret*
- Thứ Tư, Tháng Mười 26: Lễ Ăn Mừng Kinh Thánh Torah*
- Thứ Hai, Tháng Mười Hai 26: Hanukkah
- Thứ Hai, Tháng Hai 13: Tu Bishvat
- Thứ Ba, Tháng Ba 14: Tết Phú Rim
- Thứ Năm, Tháng Tư 13: Lễ Vượt Qua*
- Thứ Ba, Tháng Tư 25: Yom Ha'Shoah
- Thứ Tư, Tháng Năm 3: Yom Ha'atzmaut
- Thứ Ba, Tháng Năm 16: Lễ Đốt Lửa Lag BaOmer
- Thứ Sáu, Tháng Sáu 2: Shavuot*
- Thứ Năm, Tháng Tám 3: Tisha B'Av

### 5767 (2006–2007)
- Thứ Bảy, Tháng Chín 23: Rosh HaShanah*
- Thứ Hai, Tháng Mười 2: Lễ Chuộc Tội Yom Kippur*
- Thứ Bảy, Tháng Mười 7: Lễ Lều Tạm*
- Thứ Bảy, Tháng Mười 14: Shemini Atzeret*
- Chúa Nhật, Tháng Mười 15: Lễ Ăn Mừng Kinh Thánh Torah*
- Thứ Bảy, Tháng Mười Hai 16: Hanukkah
- Thứ Bảy, Tháng Hai 3: Tu Bishvat
- Chúa Nhật, Tháng Ba 4: Tết Phú Rim
- Thứ Ba, Tháng Tư 3: Lễ Vượt Qua*
- Thứ Hai, Tháng Tư 16: Yom Ha'Shoah
- Thứ Ba, Tháng Tư 24: Yom Ha'atzmaut
- Chúa Nhật, Tháng Năm 6: Lễ Đốt Lửa Lag BaOmer
- Thứ Tư, Tháng Năm 23: Shavuot*
- Thứ Ba, Tháng Bảy 24: Tisha B'Av

### 5768 (2007–2008)
- Thứ Năm, Tháng Chín 13: Rosh HaShanah*
- Thứ Bảy, Tháng Chín 22: Lễ Chuộc Tội Yom Kippur*
- Thứ Năm, Tháng Chín 27: Lễ Lều Tạm*
- Thứ Năm, Tháng Mười 4: Shemini Atzeret*
- Thứ Sáu, Tháng Mười 5: Lễ Ăn Mừng Kinh Thánh Torah*
- Thứ Tư, Tháng Mười Hai 5: Hanukkah
- Thứ Ba, Tháng Một 22: Tu Bishvat
- Thứ Sáu, Tháng Ba 21: Tết Phú Rim
- Chúa Nhật, Tháng Tư 20: Lễ Vượt Qua*
- Thứ Năm, Tháng Năm 1: Yom Ha'Shoah
- Thứ Năm, Tháng Năm 8: Yom Ha'atzmaut
- Thứ Sáu, Tháng Năm 23: Lễ Đốt Lửa Lag BaOmer
- Thứ Hai, Tháng Sáu 9: Shavuot*
- Chúa Nhật, Tháng Tám 10: Tisha B'Av

### 5769 (2008–2009)
- Thứ Ba, Tháng Chín 30: Rosh HaShanah*
- Thứ Năm, Tháng Mười 9: Lễ Chuộc Tội Yom Kippur*
- Thứ Ba, Tháng Mười 14: Lễ Lều Tạm*
- Thứ Ba, Tháng Mười 21: Shemini Atzeret*
- Thứ Tư, Tháng Mười 22: Lễ Ăn Mừng Kinh Thánh Torah*
- Thứ Hai, Tháng Mười Hai 22: Hanukkah
- Thứ Hai, Tháng Hai 9: Tu Bishvat
- Thứ Ba, Tháng Ba 10: Tết Phú Rim
- Thứ Năm, Tháng Tư 9: Lễ Vượt Qua*
- Thứ Ba, Tháng Tư 21: Yom Ha'Shoah
- Thứ Tư, Tháng Tư 29: Yom Ha'atzmaut
- Thứ Ba, Tháng Năm 12: Lễ Đốt Lửa Lag BaOmer
- Thứ Sáu, Tháng Năm 29: Shavuot*
- Thứ Năm, Tháng Bảy 30: Tisha B'Av

## 5770s (2010s)

### 5770 (2009–2010)
- Thứ Bảy, Tháng Chín 19: Rosh HaShanah*
- Thứ Hai, Tháng Chín 28: Lễ Chuộc Tội Yom Kippur*
- Thứ Bảy, Tháng Mười 3: Lễ Lều Tạm*
- Thứ Bảy, Tháng Mười 10: Shemini Atzeret*
- Chúa Nhật, Tháng Mười 11: Lễ Ăn Mừng Kinh Thánh Torah*
- Thứ Bảy, Tháng Mười Hai 12: Hanukkah
- Thứ Bảy, Tháng Một 30: Tu Bishvat
- Chúa Nhật, Tháng Hai 28: Tết Phú Rim
- Thứ Ba, Tháng Ba 30: Lễ Vượt Qua*
- Thứ Hai, Tháng Tư 12: Yom Ha'Shoah
- Thứ Ba, Tháng Tư 20: Yom Ha'atzmaut
- Chúa Nhật, Tháng Năm 2: Lễ Đốt Lửa Lag BaOmer
- Thứ Tư, Tháng Năm 19: Shavuot*
- Thứ Ba, Tháng Bảy 20: Tisha B'Av

### 5771 (2010–2011)
- Thứ Năm, Tháng Chín 9: Rosh HaShanah*
- Thứ Bảy, Tháng Chín 18: Lễ Chuộc Tội Yom Kippur*
- Thứ Năm, Tháng Chín 23: Lễ Lều Tạm*
- Thứ Năm, Tháng Chín 30: Shemini Atzeret*
- Thứ Sáu, Tháng Mười 1: Lễ Ăn Mừng Kinh Thánh Torah*
- Thứ Năm, Tháng Mười Hai 2: Hanukkah
- Thứ Năm, Tháng Một 20: Tu Bishvat
- Chúa Nhật, Tháng Ba 20: Tết Phú Rim
- Thứ Ba, Tháng Tư 19: Lễ Vượt Qua*
- Thứ Hai, Tháng Năm 2: Yom Ha'Shoah
- Thứ Ba, Tháng Năm 10: Yom Ha'atzmaut
- Chúa Nhật, Tháng Năm 22: Lễ Đốt Lửa Lag BaOmer
- Thứ Tư, Tháng Sáu 8: Shavuot*
- Thứ Ba, Tháng Tám 9: Tisha B'Av

### 5772 (2011–2012)
- Thứ Năm, Tháng Chín 29: Rosh HaShanah*
- Thứ Bảy, Tháng Mười 8: Lễ Chuộc Tội Yom Kippur*
- Thứ Năm, Tháng Mười 13: Lễ Lều Tạm*
- Thứ Năm, Tháng Mười 20: Shemini Atzeret*
- Thứ Sáu, Tháng Mười 21: Lễ Ăn Mừng Kinh Thánh Torah*
- Thứ Tư, Tháng Mười Hai 21: Hanukkah
- Thứ Tư, Tháng Hai 8: Tu Bishvat
- Thứ Năm, Tháng Ba 8: Tết Phú Rim
- Thứ Bảy, Tháng Tư 7: Lễ Vượt Qua*
- Thứ Năm, Tháng Tư 19: Yom Ha'Shoah
- Thứ Năm, Tháng Tư 26: Yom Ha'atzmaut
- Thứ Năm, Tháng Năm 10: Lễ Đốt Lửa Lag BaOmer
- Chúa Nhật, Tháng Năm 27: Shavuot*
- Chúa Nhật, Tháng Bảy 29: Tisha B'Av (postponed)

### 5773 (2012–2013)
- Thứ Hai, Tháng Chín 17: Rosh HaShanah*
- Thứ Tư, Tháng Chín 26: Lễ Chuộc Tội Yom Kippur*
- Thứ Hai, Tháng Mười 1: Lễ Lều Tạm*
- Thứ Hai, Tháng Mười 8: Shemini Atzeret*
- Thứ Ba, Tháng Mười 9: Lễ Ăn Mừng Kinh Thánh Torah*
- Chúa Nhật, Tháng Mười Hai 9: Hanukkah
- Thứ Bảy, Tháng Một 26: Tu Bishvat
- Chúa Nhật, Tháng Hai 24: Tết Phú Rim
- Thứ Ba, Tháng Ba 26: Lễ Vượt Qua*
- Thứ Hai, Tháng Tư 8: Yom Ha'Shoah
- Thứ Ba, Tháng Tư 16: Yom Ha'atzmaut
- Chúa Nhật, Tháng Tư 28: Lễ Đốt Lửa Lag BaOmer
- Thứ Tư, Tháng Năm 15: Shavuot*
- Thứ Ba, Tháng Bảy 16: Tisha B'Av

### 5774 (2013–2014)
- Thứ Năm, Tháng Chín 5: Rosh HaShanah*
- Thứ Bảy, Tháng Chín 14: Lễ Chuộc Tội Yom Kippur*
- Thứ Năm, Tháng Chín 19: Lễ Lều Tạm*
- Thứ Năm, Tháng Chín 26: Shemini Atzeret*
- Thứ Sáu, Tháng Chín 27: Lễ Ăn Mừng Kinh Thánh Torah*
- Thứ Năm, Tháng Mười Một 28: Hanukkah
- Thứ Năm, Tháng Một 16: Tu Bishvat
- Chúa Nhật, Tháng Ba 16: Tết Phú Rim
- Thứ Ba, Tháng Tư 15: Lễ Vượt Qua*
- Thứ Hai, Tháng Tư 28: Yom Ha'Shoah
- Thứ Ba, Tháng Năm 6: Yom Ha'atzmaut
- Chúa Nhật, Tháng Năm 18: Lễ Đốt Lửa Lag BaOmer
- Thứ Tư, Tháng Sáu 4: Shavuot*
- Thứ Ba, Tháng Tám 5: Tisha B'Av

### 5775 (2014–2015)
- Thứ Năm, Tháng Chín 25: Rosh HaShanah*
- Thứ Bảy, Tháng Mười 4: Lễ Chuộc Tội Yom Kippur*
- Thứ Năm, Tháng Mười 9: Lễ Lều Tạm*
- Thứ Năm, Tháng Mười 16: Shemini Atzeret*
- Thứ Sáu, Tháng Mười 17: Lễ Ăn Mừng Kinh Thánh Torah*
- Thứ Tư, Tháng Mười Hai 17: Hanukkah
- Thứ Tư, Tháng Hai 4: Tu Bishvat
- Thứ Năm, Tháng Ba 5: Tết Phú Rim
- Thứ Bảy, Tháng Tư 4: Lễ Vượt Qua*
- Thứ Năm, Tháng Tư 16: Yom Ha'Shoah
- Thứ Năm, Tháng Tư 23: Yom Ha'atzmaut
- Thứ Năm, Tháng Năm 7: Lễ Đốt Lửa Lag BaOmer
- Chúa Nhật, Tháng Năm 24: Shavuot*
- Chúa Nhật, Tháng Bảy 26: Tisha B'Av

### 5776 (2015–2016)
- Thứ Hai, Tháng Chín 14: Rosh HaShanah*
- Thứ Tư, Tháng Chín 23: Lễ Chuộc Tội Yom Kippur*
- Thứ Hai, Tháng Chín 28: Lễ Lều Tạm*
- Thứ Hai, Tháng Mười 5: Shemini Atzeret*
- Thứ Ba, Tháng Mười 6: Lễ Ăn Mừng Kinh Thánh Torah*
- Thứ Hai, Tháng Mười Hai 7: Hanukkah
- Thứ Hai, Tháng Một 25: Tu Bishvat
- Thứ Năm, Tháng Ba 24: Tết Phú Rim
- Thứ Bảy, Tháng Tư 23: Lễ Vượt Qua*
- Thứ Năm, Tháng Năm 5: Yom Ha'Shoah
- Thứ Năm, Tháng Năm 12: Yom Ha'atzmaut
- Thứ Năm, Tháng Năm 26: Lễ Đốt Lửa Lag BaOmer
- Chúa Nhật, Tháng Sáu 12: Shavuot*
- Chúa Nhật, Tháng Tám 14: Tisha B'Av

### 5777 (2016–2017)
- Thứ Hai, Tháng Mười 3: Rosh HaShanah*
- Thứ Tư, Tháng Mười 12: Lễ Chuộc Tội Yom Kippur*
- Thứ Hai, Tháng Mười 17: Lễ Lều Tạm*
- Thứ Hai, Tháng Mười 24: Shemini Atzeret*
- Thứ Ba, Tháng Mười 25: Lễ Ăn Mừng Kinh Thánh Torah*
- Chúa Nhật, Tháng Mười Hai 25: Hanukkah
- Thứ Bảy, Tháng Hai 11: Tu Bishvat
- Chúa Nhật, Tháng Ba 12: Tết Phú Rim
- Thứ Ba, Tháng Tư 11: Lễ Vượt Qua*
- Thứ Hai, Tháng Tư 24: Yom Ha'Shoah
- Thứ Ba, Tháng Năm 2: Yom Ha'atzmaut
- Chúa Nhật, Tháng Năm 14: Lễ Đốt Lửa Lag BaOmer
- Thứ Tư, Tháng Năm 31: Shavuot*
- Thứ Ba, Tháng Tám 1: Tisha B'Av

### 5778 (2017–2018)
- Thứ Năm, Tháng Chín 21: Rosh HaShanah*
- Thứ Bảy, Tháng Chín 30: Lễ Chuộc Tội Yom Kippur*
- Thứ Năm, Tháng Mười 5: Lễ Lều Tạm*
- Thứ Năm, Tháng Mười 12: Shemini Atzeret*
- Thứ Sáu, Tháng Mười 13: Lễ Ăn Mừng Kinh Thánh Torah*
- Thứ Tư, Tháng Mười Hai 13: Hanukkah
- Thứ Tư, Tháng Một 31: Tu Bishvat
- Thứ Năm, Tháng Ba 1: Tết Phú Rim
- Thứ Bảy, Tháng Ba 31: Lễ Vượt Qua*
- Thứ Năm, Tháng Tư 12: Yom Ha'Shoah
- Thứ Năm, Tháng Tư 19: Yom Ha'atzmaut
- Thứ Năm, Tháng Năm 3: Lễ Đốt Lửa Lag BaOmer
- Chúa Nhật, Tháng Năm 20: Shavuot*
- Chúa Nhật, Tháng Bảy 22: Tisha B'Av

### 5779 (2018–2019)
- Thứ Hai, Tháng Chín 10: Rosh HaShanah*
- Thứ Tư, Tháng Chín 19: Lễ Chuộc Tội Yom Kippur*
- Thứ Hai, Tháng Chín 24: Lễ Lều Tạm*
- Thứ Hai, Tháng Mười 1: Shemini Atzeret*
- Thứ Ba, Tháng Mười 2: Lễ Ăn Mừng Kinh Thánh Torah*
- Thứ Hai, Tháng Mười Hai 3: Hanukkah
- Thứ Hai, Tháng Một 21: Tu Bishvat
- Thứ Năm, Tháng Ba 21: Tết Phú Rim
- Thứ Bảy, Tháng Tư 20: Lễ Vượt Qua*
- Thứ Năm, Tháng Năm 2: Yom Ha'Shoah
- Thứ Năm, Tháng Năm 9: Yom Ha'atzmaut
- Thứ Năm, Tháng Năm 23: Lễ Đốt Lửa Lag BaOmer
- Chúa Nhật, Tháng Sáu 9: Shavuot*
- Chúa Nhật, Tháng Tám 11: Tisha B'Av

## 5780s (2020s)

### 5780 (2019–2020)
- Thứ Hai, Tháng Chín 30: Rosh HaShanah*
- Thứ Tư, Tháng Mười 9: Lễ Chuộc Tội Yom Kippur*
- Thứ Hai, Tháng Mười 14: Lễ Lều Tạm*
- Thứ Hai, Tháng Mười 21: Shemini Atzeret*
- Thứ Ba, Tháng Mười 22: Lễ Ăn Mừng Kinh Thánh Torah*
- Thứ Hai, Tháng Mười Hai 23: Hanukkah
- Thứ Hai, Tháng Hai 10: Tu Bishvat
- Thứ Ba, Tháng Ba 10: Tết Phú Rim
- Thứ Năm, Tháng Tư 9: Lễ Vượt Qua*
- Thứ Ba, Tháng Tư 21: Yom Ha'Shoah
- Thứ Tư, Tháng Tư 29: Yom Ha'atzmaut
- Thứ Ba, Tháng Năm 12: Lễ Đốt Lửa Lag BaOmer
- Thứ Sáu, Tháng Năm 29: Shavuot*
- Thứ Năm, Tháng Bảy 30: Tisha B'Av

### 5781 (2020–2021)
- Thứ Bảy, Tháng Chín 19: Rosh HaShanah*
- Thứ Hai, Tháng Chín 28: Lễ Chuộc Tội Yom Kippur*
- Thứ Bảy, Tháng Mười 3: Lễ Lều Tạm*
- Thứ Bảy, Tháng Mười 10: Shemini Atzeret*
- Chúa Nhật, Tháng Mười 11: Lễ Ăn Mừng Kinh Thánh Torah*
- Thứ Sáu, Tháng Mười Hai 11: Hanukkah
- Thứ Năm, Tháng Một 28: Tu Bishvat
- Thứ Sáu, Tháng Hai 26: Tết Phú Rim
- Chúa Nhật, Tháng Ba 28: Lễ Vượt Qua*
- Thứ Năm, Tháng Tư 7: Yom Ha'Shoah
- Thứ Năm, Tháng Tư 15: Yom Ha'atzmaut
- Thứ Sáu, Tháng Tư 30: Lễ Đốt Lửa Lag BaOmer
- Thứ Hai, Tháng Năm 17: Shavuot*
- Chúa Nhật, Tháng Bảy 18: Tisha B'Av

### 5782 (2021–2022)
- Thứ Ba, Tháng Chín 7: Rosh HaShanah*
- Thứ Năm, Tháng Chín 16: Lễ Chuộc Tội Yom Kippur*
- Thứ Ba, Tháng Chín 21: Lễ Lều Tạm*
- Thứ Ba, Tháng Chín 28: Shemini Atzeret*
- Thứ Tư, Tháng Chín 29: Lễ Ăn Mừng Kinh Thánh Torah*
- Thứ Hai, Tháng Mười Một 29: Hanukkah
- Thứ Hai, Tháng Một 17: Tu Bishvat
- Thứ Năm, Tháng Ba 17: Tết Phú Rim
- Thứ Bảy, Tháng Tư 15: Lễ Vượt Qua*
- Thứ Năm, Tháng Tư 28: Yom Ha'Shoah
- Thứ Năm, Tháng Năm 5: Yom Ha'atzmaut
- Thứ Năm, Tháng Năm 19: Lễ Đốt Lửa Lag BaOmer
- Chúa Nhật, Tháng Sáu 5: Shavuot*
- Chúa Nhật, Tháng Tám 7: Tisha B'Av

### 5783 (2022–2023)
- Thứ Hai, Tháng Chín 26: Rosh HaShanah*
- Thứ Tư, Tháng Mười 5: Lễ Chuộc Tội Yom Kippur*
- Thứ Hai, Tháng Mười 10: Lễ Lều Tạm*
- Thứ Hai, Tháng Mười 17: Shemini Atzeret*
- Thứ Ba, Tháng Mười 18: Lễ Ăn Mừng Kinh Thánh Torah*
- Thứ Hai, Tháng Mười Hai 19: Hanukkah
- Thứ Hai, Tháng Hai 6: Tu Bishvat
- Thứ Ba, Tháng Ba 7: Tết Phú Rim
- Thứ Năm, Tháng Tư 6: Lễ Vượt Qua*
- Thứ Ba, Tháng Tư 18: Yom Ha'Shoah
- Thứ Tư, Tháng Tư 26: Yom Ha'atzmaut
- Thứ Ba, Tháng Năm 9: Lễ Đốt Lửa Lag BaOmer
- Thứ Sáu, Tháng Năm 26: Shavuot*
- Thứ Năm, Tháng Bảy 27: Tisha B'Av

### 5784 (2023–2024)
- Thứ Bảy, Tháng Chín 16: Rosh HaShanah*
- Thứ Hai, Tháng Chín 25: Lễ Chuộc Tội Yom Kippur*
- Thứ Bảy, Tháng Chín 30: Lễ Lều Tạm*
- Thứ Bảy, Tháng Mười 7: Shemini Atzeret*
- Chúa Nhật, Tháng Mười 8: Lễ Ăn Mừng Kinh Thánh Torah*
- Thứ Sáu, Tháng Mười Hai 8: Hanukkah
- Thứ Năm, Tháng Một 25: Tu Bishvat
- Chúa Nhật, Tháng Ba 24: Tết Phú Rim
- Thứ Ba, Tháng Tư 23: Lễ Vượt Qua*
- Thứ Hai, Tháng Năm 6: Yom Ha'Shoah
- Thứ Ba, Tháng Năm 14: Yom Ha'atzmaut
- Chúa Nhật, Tháng Năm 26: Lễ Đốt Lửa Lag BaOmer
- Thứ Tư, Tháng Sáu 12: Shavuot*
- Thứ Ba, Tháng Tám 13: Tisha B'Av

### 5785 (2024–2025)
- Thứ Năm, Tháng Mười 3: Rosh HaShanah*
- Thứ Bảy, Tháng Mười 12: Lễ Chuộc Tội Yom Kippur*
- Thứ Năm, Tháng Mười 17: Lễ Lều Tạm*
- Thứ Năm, Tháng Mười 24: Shemini Atzeret*
- Thứ Sáu, Tháng Mười 25: Lễ Ăn Mừng Kinh Thánh Torah*
- Thứ Năm, Tháng Mười Hai 26: Hanukkah
- Thứ Năm, Tháng Hai 13: Tu Bishvat
- Thứ Sáu, Tháng Ba 14: Tết Phú Rim
- Chúa Nhật, Tháng Tư 13: Lễ Vượt Qua*
- Thứ Năm, Tháng Tư 24: Yom Ha'Shoah
- Thứ Năm, Tháng Năm 1: Yom Ha'atzmaut
- Thứ Sáu, Tháng Năm 16: Lễ Đốt Lửa Lag BaOmer
- Thứ Hai, Tháng Sáu 2: Shavuot*
- Chúa Nhật, Tháng Tám 3: Tisha B'Av

### 5786 (2025–2026)
- Thứ Ba, Tháng Chín 23: Rosh HaShanah*
- Thứ Năm, Tháng Mười 2: Lễ Chuộc Tội Yom Kippur*
- Thứ Ba, Tháng Mười 7: Lễ Lều Tạm*
- Thứ Ba, Tháng Mười 14: Shemini Atzeret*
- Thứ Tư, Tháng Mười 15: Lễ Ăn Mừng Kinh Thánh Torah*
- Thứ Hai, Tháng Mười Hai 15: Hanukkah
- Thứ Hai, Tháng Hai 2: Tu Bishvat
- Thứ Ba, Tháng Ba 3: Tết Phú Rim
- Thứ Năm, Tháng Tư 2: Lễ Vượt Qua*
- Thứ Ba, Tháng Tư 14: Yom Ha'Shoah
- Thứ Tư, Tháng Tư 22: Yom Ha'atzmaut
- Thứ Ba, Tháng Năm 5: Lễ Đốt Lửa Lag BaOmer
- Thứ Sáu, Tháng Năm 22: Shavuot*
- Thứ Năm, Tháng Bảy 23: Tisha B'Av

### 5787 (2026–2027)
- Thứ Bảy, Tháng Chín 12: Rosh HaShanah*
- Thứ Hai, Tháng Chín 21: Lễ Chuộc Tội Yom Kippur*
- Thứ Bảy, Tháng Chín 26: Lễ Lều Tạm*
- Thứ Bảy, Tháng Mười 3: Shemini Atzeret*
- Chúa Nhật, Tháng Mười 4: Lễ Ăn Mừng Kinh Thánh Torah*
- Thứ Bảy, Tháng Mười Hai 5: Hanukkah
- Thứ Bảy, Tháng Một 23: Tu Bishvat
- Thứ Ba, Tháng Ba 23: Tết Phú Rim
- Thứ Năm, Tháng Tư 22: Lễ Vượt Qua*
- Thứ Ba, Tháng Năm 4: Yom Ha'Shoah
- Thứ Tư, Tháng Năm 12: Yom Ha'atzmaut
- Thứ Ba, Tháng Năm 25: Lễ Đốt Lửa Lag BaOmer
- Thứ Sáu, Tháng Sáu 11: Shavuot*
- Thứ Năm, Tháng Tám 12: Tisha B'Av

### 5788 (2027–2028)
- Thứ Bảy, Tháng Mười 2: Rosh HaShanah*
- Thứ Hai, Tháng Mười 11: Lễ Chuộc Tội Yom Kippur*
- Thứ Bảy, Tháng Mười 16: Lễ Lều Tạm*
- Thứ Bảy, Tháng Mười 23: Shemini Atzeret*
- Chúa Nhật, Tháng Mười 24: Lễ Ăn Mừng Kinh Thánh Torah*
- Thứ Bảy, Tháng Mười Hai 25: Hanukkah
- Thứ Bảy, Tháng Hai 12: Tu Bishvat
- Chúa Nhật, Tháng Ba 12: Tết Phú Rim
- Thứ Ba, Tháng Tư 11: Lễ Vượt Qua*
- Thứ Hai, Tháng Tư 24: Yom Ha'Shoah
- Thứ Ba, Tháng Năm 2: Yom Ha'atzmaut
- Chúa Nhật, Tháng Năm 14: Lễ Đốt Lửa Lag BaOmer
- Thứ Tư, Tháng Năm 31: Shavuot*
- Thứ Ba, Tháng Tám 1: Tisha B'Av

### 5789 (2028–2029)
- Thứ Năm, Tháng Chín 21: Rosh HaShanah*
- Thứ Bảy, Tháng Chín 30: Lễ Chuộc Tội Yom Kippur*
- Thứ Năm, Tháng Mười 5: Lễ Lều Tạm*
- Thứ Năm, Tháng Mười 12: Shemini Atzeret*
- Thứ Sáu, Tháng Mười 13: Lễ Ăn Mừng Kinh Thánh Torah*
- Thứ Tư, Tháng Mười Hai 13: Hanukkah
- Thứ Tư, Tháng Một 31: Tu Bishvat
- Thứ Năm, Tháng Ba 1: Tết Phú Rim
- Thứ Bảy, Tháng Ba 31: Lễ Vượt Qua*
- Thứ Năm, Tháng Tư 12: Yom Ha'Shoah
- Thứ Năm, Tháng Tư 19: Yom Ha'atzmaut
- Thứ Năm, Tháng Năm 3: Lễ Đốt Lửa Lag BaOmer
- Chúa Nhật, Tháng Năm 20: Shavuot*
- Chúa Nhật, Tháng Bảy 22: Tisha B'Av

## 5790s (2030s)

### 5790 (2029–2030)
- Thứ Hai, Tháng Chín 10: Rosh HaShanah*
- Thứ Tư, Tháng Chín 19: Lễ Chuộc Tội Yom Kippur*
- Thứ Hai, Tháng Chín 24: Lễ Lều Tạm*
- Thứ Hai, Tháng Mười 1: Shemini Atzeret*
- Thứ Ba, Tháng Mười 2: Lễ Ăn Mừng Kinh Thánh Torah*
- Chúa Nhật, Tháng Mười Hai 2: Hanukkah
- Thứ Bảy, Tháng Một 19: Tu Bishvat
- Thứ Ba, Tháng Ba 19: Tết Phú Rim
- Thứ Năm, Tháng Tư 18: Lễ Vượt Qua*
- Thứ Ba, Tháng Tư 30: Yom Ha'Shoah
- Thứ Tư, Tháng Năm 8: Yom Ha'atzmaut
- Thứ Ba, Tháng Năm 21: Lễ Đốt Lửa Lag BaOmer
- Thứ Sáu, Tháng Sáu 7: Shavuot*
- Thứ Năm, Tháng Tám 8: Tisha B'Av

### 5791 (2030–2031)
- Thứ Bảy, Tháng Chín 28: Rosh HaShanah*
- Thứ Hai, Tháng Mười 7: Lễ Chuộc Tội Yom Kippur*
- Thứ Bảy, Tháng Mười 12: Lễ Lều Tạm*
- Thứ Bảy, Tháng Mười 19: Shemini Atzeret*
- Chúa Nhật, Tháng Mười 20: Lễ Ăn Mừng Kinh Thánh Torah*
- Thứ Bảy, Tháng Mười Hai 21: Hanukkah
- Thứ Bảy, Tháng Hai 8: Tu Bishvat
- Chúa Nhật, Tháng Ba 9: Tết Phú Rim
- Thứ Ba, Tháng Tư 8: Lễ Vượt Qua*
- Thứ Hai, Tháng Tư 21: Yom Ha'Shoah
- Thứ Ba, Tháng Tư 29: Yom Ha'atzmaut
- Chúa Nhật, Tháng Năm 11: Lễ Đốt Lửa Lag BaOmer
- Thứ Tư, Tháng Năm 28: Shavuot*
- Thứ Ba, Tháng Bảy 29: Tisha B'Av

### 5792 (2031–2032)
- Thứ Năm, Tháng Chín 18: Rosh HaShanah*
- Thứ Bảy, Tháng Chín 27: Lễ Chuộc Tội Yom Kippur*
- Thứ Năm, Tháng Mười 2: Lễ Lều Tạm*
- Thứ Năm, Tháng Mười 9: Shemini Atzeret*
- Thứ Sáu, Tháng Mười 10: Lễ Ăn Mừng Kinh Thánh Torah*
- Thứ Tư, Tháng Mười Hai 10: Hanukkah
- Thứ Tư, Tháng Một 28: Tu Bishvat
- Thứ Năm, Tháng Hai 26: Tết Phú Rim
- Thứ Bảy, Tháng Ba 27: Lễ Vượt Qua*
- Thứ Năm, Tháng Tư 8: Yom Ha'Shoah
- Thứ Năm, Tháng Tư 15: Yom Ha'atzmaut
- Thứ Năm, Tháng Tư 29: Lễ Đốt Lửa Lag BaOmer
- Chúa Nhật, Tháng Năm 16: Shavuot*
- Chúa Nhật, Tháng Bảy 18: Tisha B'Av

### 5793 (2032–2033)
- Thứ Hai, Tháng Chín 6: Rosh HaShanah*
- Thứ Tư, Tháng Chín 15: Lễ Chuộc Tội Yom Kippur*
- Thứ Hai, Tháng Chín 20: Lễ Lều Tạm*
- Thứ Hai, Tháng Chín 27: Shemini Atzeret*
- Thứ Ba, Tháng Chín 28: Lễ Ăn Mừng Kinh Thánh Torah*
- Chúa Nhật, Tháng Mười Một 28: Hanukkah
- Thứ Bảy, Tháng Một 15: Tu Bishvat
- Thứ Ba, Tháng Ba 15: Tết Phú Rim
- Thứ Năm, Tháng Tư 14: Lễ Vượt Qua*
- Thứ Ba, Tháng Tư 26: Yom Ha'Shoah
- Thứ Tư, Tháng Năm 4: Yom Ha'atzmaut
- Thứ Ba, Tháng Năm 17: Lễ Đốt Lửa Lag BaOmer
- Thứ Sáu, Tháng Sáu 3: Shavuot*
- Thứ Năm, Tháng Tám 4: Tisha B'Av

### 5794 (2033–2034)
- Thứ Bảy, Tháng Chín 24: Rosh HaShanah*
- Thứ Hai, Tháng Mười 3: Lễ Chuộc Tội Yom Kippur*
- Thứ Bảy, Tháng Mười 8: Lễ Lều Tạm*
- Thứ Bảy, Tháng Mười 15: Shemini Atzeret*
- Chúa Nhật, Tháng Mười 16: Lễ Ăn Mừng Kinh Thánh Torah*
- Thứ Bảy, Tháng Mười Hai 17: Hanukkah
- Thứ Bảy, Tháng Hai 4: Tu Bishvat
- Chúa Nhật, Tháng Ba 5: Tết Phú Rim
- Thứ Ba, Tháng Tư 4: Lễ Vượt Qua*
- Thứ Hai, Tháng Tư 17: Yom Ha'Shoah
- Thứ Ba, Tháng Tư 25: Yom Ha'atzmaut
- Chúa Nhật, Tháng Năm 7: Lễ Đốt Lửa Lag BaOmer
- Thứ Tư, Tháng Năm 24: Shavuot*
- Thứ Ba, Tháng Bảy 25: Tisha B'Av

### 5795 (2034–2035)
- Thứ Năm, Tháng Chín 14: Rosh HaShanah*
- Thứ Bảy, Tháng Chín 23: Lễ Chuộc Tội Yom Kippur*
- Thứ Năm, Tháng Chín 28: Lễ Lều Tạm*
- Thứ Năm, Tháng Mười 5: Shemini Atzeret*
- Thứ Sáu, Tháng Mười 6: Lễ Ăn Mừng Kinh Thánh Torah*
- Thứ Năm, Tháng Mười Hai 7: Hanukkah
- Thứ Năm, Tháng Một 25: Tu Bishvat
- Chúa Nhật, Tháng Ba 25: Tết Phú Rim
- Thứ Ba, Tháng Tư 24: Lễ Vượt Qua*
- Thứ Hai, Tháng Năm 7: Yom Ha'Shoah
- Thứ Ba, Tháng Năm 15: Yom Ha'atzmaut
- Chúa Nhật, Tháng Năm 27: Lễ Đốt Lửa Lag BaOmer
- Thứ Tư, Tháng Sáu 13: Shavuot*
- Thứ Ba, Tháng Tám 14: Tisha B'Av

### 5796 (2035–2036)
- Thứ Năm, Tháng Mười 4: Rosh HaShanah*
- Thứ Bảy, Tháng Mười 13: Lễ Chuộc Tội Yom Kippur*
- Thứ Năm, Tháng Mười 18: Lễ Lều Tạm*
- Thứ Năm, Tháng Mười 25: Shemini Atzeret*
- Thứ Sáu, Tháng Mười 26: Lễ Ăn Mừng Kinh Thánh Torah*
- Thứ Tư, Tháng Mười Hai 26: Hanukkah
- Thứ Tư, Tháng Hai 13: Tu Bishvat
- Thứ Năm, Tháng Ba 13: Tết Phú Rim
- Thứ Bảy, Tháng Tư 12: Lễ Vượt Qua*
- Thứ Năm, Tháng Tư 24: Yom Ha'Shoah
- Thứ Năm, Tháng Năm 1: Yom Ha'atzmaut
- Thứ Năm, Tháng Năm 15: Lễ Đốt Lửa Lag BaOmer
- Chúa Nhật, Tháng Sáu 1: Shavuot*
- Chúa Nhật, Tháng Tám 3: Tisha B'Av

### 5797 (2036–2037)
- Thứ Hai, Tháng Chín 22: Rosh HaShanah*
- Thứ Tư, Tháng Mười 1: Lễ Chuộc Tội Yom Kippur*
- Thứ Hai, Tháng Mười 6: Lễ Lều Tạm*
- Thứ Hai, Tháng Mười 13: Shemini Atzeret*
- Thứ Ba, Tháng Mười 14: Lễ Ăn Mừng Kinh Thánh Torah*
- Chúa Nhật, Tháng Mười Hai 14: Hanukkah
- Thứ Bảy, Tháng Một 31: Tu Bishvat
- Chúa Nhật, Tháng Ba 1: Tết Phú Rim
- Thứ Ba, Tháng Ba 31: Lễ Vượt Qua*
- Thứ Hai, Tháng Tư 13: Yom Ha'Shoah
- Thứ Ba, Tháng Tư 21: Yom Ha'atzmaut
- Chúa Nhật, Tháng Năm 3: Lễ Đốt Lửa Lag BaOmer
- Thứ Tư, Tháng Năm 20: Shavuot*
- Thứ Ba, Tháng Bảy 21: Tisha B'Av

### 5798 (2037–2038)
- Thứ Năm, Tháng Chín 10: Rosh HaShanah*
- Thứ Bảy, Tháng Chín 19: Lễ Chuộc Tội Yom Kippur*
- Thứ Năm, Tháng Chín 24: Lễ Lều Tạm*
- Thứ Năm, Tháng Mười 1: Shemini Atzeret*
- Thứ Sáu, Tháng Mười 2: Lễ Ăn Mừng Kinh Thánh Torah*
- Thứ Năm, Tháng Mười Hai 3: Hanukkah
- Thứ Năm, Tháng Một 21: Tu Bishvat
- Chúa Nhật, Tháng Ba 21: Tết Phú Rim
- Thứ Ba, Tháng Tư 20: Lễ Vượt Qua*
- Thứ Hai, Tháng Năm 3: Yom Ha'Shoah
- Thứ Ba, Tháng Năm 11: Yom Ha'atzmaut
- Chúa Nhật, Tháng Năm 23: Lễ Đốt Lửa Lag BaOmer
- Thứ Tư, Tháng Sáu 9: Shavuot*
- Thứ Ba, Tháng Tám 10: Tisha B'Av

### 5799 (2038–2039)
- Thứ Năm, Tháng Chín 30: Rosh HaShanah*
- Thứ Bảy, Tháng Mười 9: Lễ Chuộc Tội Yom Kippur*
- Thứ Năm, Tháng Mười 14: Lễ Lều Tạm*
- Thứ Năm, Tháng Mười 21: Shemini Atzeret*
- Thứ Sáu, Tháng Mười 22: Lễ Ăn Mừng Kinh Thánh Torah*
- Thứ Tư, Tháng Mười Hai 22: Hanukkah
- Thứ Tư, Tháng Hai 9: Tu Bishvat
- Thứ Năm, Tháng Ba 10: Tết Phú Rim
- Thứ Bảy, Tháng Tư 9: Lễ Vượt Qua*
- Thứ Năm, Tháng Tư 21: Yom Ha'Shoah
- Thứ Năm, Tháng Tư 28: Yom Ha'atzmaut
- Thứ Năm, Tháng Năm 12: Lễ Đốt Lửa Lag BaOmer
- Chúa Nhật, Tháng Năm 29: Shavuot*
- Chúa Nhật, Tháng Bảy 31: Tisha B'Av

## 5800s (2040s)

### 5800 (2039–2040)
- Thứ Hai, Tháng Chín 19: Rosh HaShanah*
- Thứ Tư, Tháng Chín 28: Lễ Chuộc Tội Yom Kippur*
- Thứ Hai, Tháng Mười 3: Lễ Lều Tạm*
- Thứ Hai, Tháng Mười 10: Shemini Atzeret*
- Thứ Ba, Tháng Mười 11: Lễ Ăn Mừng Kinh Thánh Torah*
- Thứ Hai, Tháng Mười Hai 12: Hanukkah
- Thứ Hai, Tháng Một 30: Tu Bishvat
- Thứ Ba, Tháng Hai 28: Tết Phú Rim
- Thứ Năm, Tháng Ba 29: Lễ Vượt Qua*
- Thứ Ba, Tháng Tư 10: Yom Ha'Shoah
- Thứ Tư, Tháng Tư 18: Yom Ha'atzmaut
- Thứ Ba, Tháng Năm 1: Lễ Đốt Lửa Lag BaOmer
- Thứ Sáu, Tháng Năm 18: Shavuot*
- Thứ Năm, Tháng Bảy 19: Tisha B'Av

### 5801 (2040–2041)
- Thứ Bảy, Tháng Chín 8: Rosh HaShanah*
- Thứ Hai, Tháng Chín 17: Lễ Chuộc Tội Yom Kippur*
- Thứ Bảy, Tháng Chín 22: Lễ Lều Tạm*
- Thứ Bảy, Tháng Chín 29: Shemini Atzeret*
- Chúa Nhật, Tháng Chín 30: Lễ Ăn Mừng Kinh Thánh Torah*
- Thứ Sáu, Tháng Mười Một 30: Hanukkah
- Thứ Năm, Tháng Một 17: Tu Bishvat
- Chúa Nhật, Tháng Ba 17: Tết Phú Rim
- Thứ Ba, Tháng Tư 16: Lễ Vượt Qua*
- Thứ Hai, Tháng Tư 29: Yom Ha'Shoah
- Thứ Ba, Tháng Năm 7: Yom Ha'atzmaut
- Chúa Nhật, Tháng Năm 19: Lễ Đốt Lửa Lag BaOmer
- Thứ Tư, Tháng Sáu 5: Shavuot*
- Thứ Ba, Tháng Tám 6: Tisha B'Av

### 5802 (2041–2042)
- Thứ Năm, Tháng Chín 26: Rosh HaShanah*
- Thứ Bảy, Tháng Mười 5: Lễ Chuộc Tội Yom Kippur*
- Thứ Năm, Tháng Mười 10: Lễ Lều Tạm*
- Thứ Năm, Tháng Mười 17: Shemini Atzeret*
- Thứ Sáu, Tháng Mười 18: Lễ Ăn Mừng Kinh Thánh Torah*
- Thứ Tư, Tháng Mười Hai 18: Hanukkah
- Thứ Tư, Tháng Hai 5: Tu Bishvat
- Thứ Năm, Tháng Ba 6: Tết Phú Rim
- Thứ Bảy, Tháng Tư 5: Lễ Vượt Qua*
- Thứ Năm, Tháng Tư 17: Yom Ha'Shoah
- Thứ Năm, Tháng Tư 24: Yom Ha'atzmaut
- Thứ Năm, Tháng Năm 8: Lễ Đốt Lửa Lag BaOmer
- Chúa Nhật, Tháng Năm 25: Shavuot*
- Chúa Nhật, Tháng Bảy 27: Tisha B'Av

### 5803 (2042–2043)
- Thứ Hai, Tháng Chín 15: Rosh HaShanah*
- Thứ Tư, Tháng Chín 24: Lễ Chuộc Tội Yom Kippur*
- Thứ Hai, Tháng Chín 29: Lễ Lều Tạm*
- Thứ Hai, Tháng Mười 6: Shemini Atzeret*
- Thứ Ba, Tháng Mười 7: Lễ Ăn Mừng Kinh Thánh Torah*
- Thứ Hai, Tháng Mười Hai 8: Hanukkah
- Thứ Hai, Tháng Một 26: Tu Bishvat
- Thứ Năm, Tháng Ba 26: Tết Phú Rim
- Thứ Bảy, Tháng Tư 25: Lễ Vượt Qua*
- Thứ Năm, Tháng Năm 7: Yom Ha'Shoah
- Thứ Năm, Tháng Năm 14: Yom Ha'atzmaut
- Thứ Năm, Tháng Năm 28: Lễ Đốt Lửa Lag BaOmer
- Chúa Nhật, Tháng Sáu 14: Shavuot*
- Chúa Nhật, Tháng Tám 16: Tisha B'Av

### 5804 (2043–2044)
- Thứ Hai, Tháng Mười 5: Rosh HaShanah*
- Thứ Tư, Tháng Mười 14: Lễ Chuộc Tội Yom Kippur*
- Thứ Hai, Tháng Mười 19: Lễ Lều Tạm*
- Thứ Hai, Tháng Mười 26: Shemini Atzeret*
- Thứ Ba, Tháng Mười 27: Lễ Ăn Mừng Kinh Thánh Torah*
- Chúa Nhật, Tháng Mười Hai 27: Hanukkah
- Thứ Bảy, Tháng Hai 13: Tu Bishvat
- Chúa Nhật, Tháng Ba 13: Tết Phú Rim
- Thứ Ba, Tháng Tư 12: Lễ Vượt Qua*
- Thứ Hai, Tháng Tư 25: Yom Ha'Shoah
- Thứ Ba, Tháng Năm 3: Yom Ha'atzmaut
- Chúa Nhật, Tháng Năm 15: Lễ Đốt Lửa Lag BaOmer
- Thứ Tư, Tháng Sáu 1: Shavuot*
- Thứ Ba, Tháng Tám 2: Tisha B'Av

### 5805 (2044–2045)
- Thứ Năm, Tháng Chín 22: Rosh HaShanah*
- Thứ Bảy, Tháng Mười 1: Lễ Chuộc Tội Yom Kippur*
- Thứ Năm, Tháng Mười 6: Lễ Lều Tạm*
- Thứ Năm, Tháng Mười 13: Shemini Atzeret*
- Thứ Sáu, Tháng Mười 14: Lễ Ăn Mừng Kinh Thánh Torah*
- Thứ Năm, Tháng Mười Hai 15: Hanukkah
- Thứ Năm, Tháng Hai 2: Tu Bishvat
- Thứ Sáu, Tháng Ba 3: Tết Phú Rim
- Chúa Nhật, Tháng Tư 2: Lễ Vượt Qua*
- Thứ Năm, Tháng Tư 15: Yom Ha'Shoah
- Thứ Năm, Tháng Tư 20: Yom Ha'atzmaut
- Thứ Sáu, Tháng Năm 5: Lễ Đốt Lửa Lag BaOmer
- Thứ Hai, Tháng Năm 22: Shavuot*
- Chúa Nhật, Tháng Bảy 23: Tisha B'Av

### 5806 (2045–2046)
- Thứ Ba, Tháng Chín 12: Rosh HaShanah*
- Thứ Năm, Tháng Chín 21: Lễ Chuộc Tội Yom Kippur*
- Thứ Ba, Tháng Chín 26: Lễ Lều Tạm*
- Thứ Ba, Tháng Mười 3: Shemini Atzeret*
- Thứ Tư, Tháng Mười 4: Lễ Ăn Mừng Kinh Thánh Torah*
- Thứ Hai, Tháng Mười Hai 4: Hanukkah
- Thứ Hai, Tháng Một 22: Tu Bishvat
- Thứ Năm, Tháng Ba 22: Tết Phú Rim
- Thứ Bảy, Tháng Tư 21: Lễ Vượt Qua*
- Thứ Năm, Tháng Năm 3: Yom Ha'Shoah
- Thứ Năm, Tháng Năm 10: Yom Ha'atzmaut
- Thứ Năm, Tháng Năm 24: Lễ Đốt Lửa Lag BaOmer
- Chúa Nhật, Tháng Sáu 10: Shavuot*
- Chúa Nhật, Tháng Tám 12: Tisha B'Av

### 5807 (2046–2047)
- Thứ Hai, Tháng Mười 1: Rosh HaShanah*
- Thứ Tư, Tháng Mười 10: Lễ Chuộc Tội Yom Kippur*
- Thứ Hai, Tháng Mười 15: Lễ Lều Tạm*
- Thứ Hai, Tháng Mười 22: Shemini Atzeret*
- Thứ Ba, Tháng Mười 23: Lễ Ăn Mừng Kinh Thánh Torah*
- Thứ Hai, Tháng Mười Hai 24: Hanukkah
- Thứ Hai, Tháng Hai 11: Tu Bishvat
- Thứ Ba, Tháng Ba 12: Tết Phú Rim
- Thứ Năm, Tháng Tư 11: Lễ Vượt Qua*
- Thứ Ba, Tháng Tư 23: Yom Ha'Shoah
- Thứ Tư, Tháng Năm 1: Yom Ha'atzmaut
- Thứ Ba, Tháng Năm 14: Lễ Đốt Lửa Lag BaOmer
- Thứ Sáu, Tháng Năm 31: Shavuot*
- Thứ Năm, Tháng Tám 1: Tisha B'Av

### 5808 (2047–2048)
- Thứ Bảy, Tháng Chín 21: Rosh HaShanah*
- Thứ Hai, Tháng Chín 30: Lễ Chuộc Tội Yom Kippur*
- Thứ Bảy, Tháng Mười 5: Lễ Lều Tạm*
- Thứ Bảy, Tháng Mười 12: Shemini Atzeret*
- Chúa Nhật, Tháng Mười 13: Lễ Ăn Mừng Kinh Thánh Torah*
- Thứ Sáu, Tháng Mười Hai 13: Hanukkah
- Thứ Năm, Tháng Một 30: Tu Bishvat
- Thứ Sáu, Tháng Hai 28: Tết Phú Rim
- Chúa Nhật, Tháng Ba 29: Lễ Vượt Qua*
- Thứ Năm, Tháng Tư 9: Yom Ha'Shoah
- Thứ Năm, Tháng Tư 16: Yom Ha'atzmaut
- Thứ Sáu, Tháng Năm 1: Lễ Đốt Lửa Lag BaOmer
- Thứ Hai, Tháng Năm 18: Shavuot*
- Chúa Nhật, Tháng Bảy 19: Tisha B'Av

### 5809 (2048–2049)
- Thứ Ba, Tháng Chín 8: Rosh HaShanah*
- Thứ Năm, Tháng Chín 17: Lễ Chuộc Tội Yom Kippur*
- Thứ Ba, Tháng Chín 22: Lễ Lều Tạm*
- Thứ Ba, Tháng Chín 29: Shemini Atzeret*
- Thứ Tư, Tháng Chín 30: Lễ Ăn Mừng Kinh Thánh Torah*
- Thứ Hai, Tháng Mười Một 30: Hanukkah
- Thứ Hai, Tháng Một 18: Tu Bishvat
- Thứ Năm, Tháng Ba 18: Tết Phú Rim
- Thứ Bảy, Tháng Tư 17: Lễ Vượt Qua*
- Thứ Năm, Tháng Tư 29: Yom Ha'Shoah
- Thứ Năm, Tháng Năm 6: Yom Ha'atzmaut
- Thứ Năm, Tháng Năm 20: Lễ Đốt Lửa Lag BaOmer
- Chúa Nhật, Tháng Sáu 6: Shavuot*
- Chúa Nhật, Tháng Tám 8: Tisha B'Av

## 5810s (2050s)

### 5810 (2049–2050)
- Thứ Hai, Tháng Chín 27: Rosh HaShanah*
- Thứ Tư, Tháng Mười 6: Lễ Chuộc Tội Yom Kippur*
- Thứ Hai, Tháng Mười 11: Lễ Lều Tạm*
- Thứ Hai, Tháng Mười 18: Shemini Atzeret*
- Thứ Ba, Tháng Mười 19: Lễ Ăn Mừng Kinh Thánh Torah*
- Thứ Hai, Tháng Mười Hai 20: Hanukkah
- Thứ Hai, Tháng Hai 7: Tu Bishvat
- Thứ Ba, Tháng Ba 8: Tết Phú Rim
- Thứ Năm, Tháng Tư 7: Lễ Vượt Qua*
- Thứ Ba, Tháng Tư 19: Yom Ha'Shoah
- Thứ Tư, Tháng Tư 27: Yom Ha'atzmaut
- Thứ Ba, Tháng Năm 10: Lễ Đốt Lửa Lag BaOmer
- Thứ Sáu, Tháng Năm 27: Shavuot*
- Thứ Năm, Tháng Bảy 28: Tisha B'Av